# Arnoglossus laterna

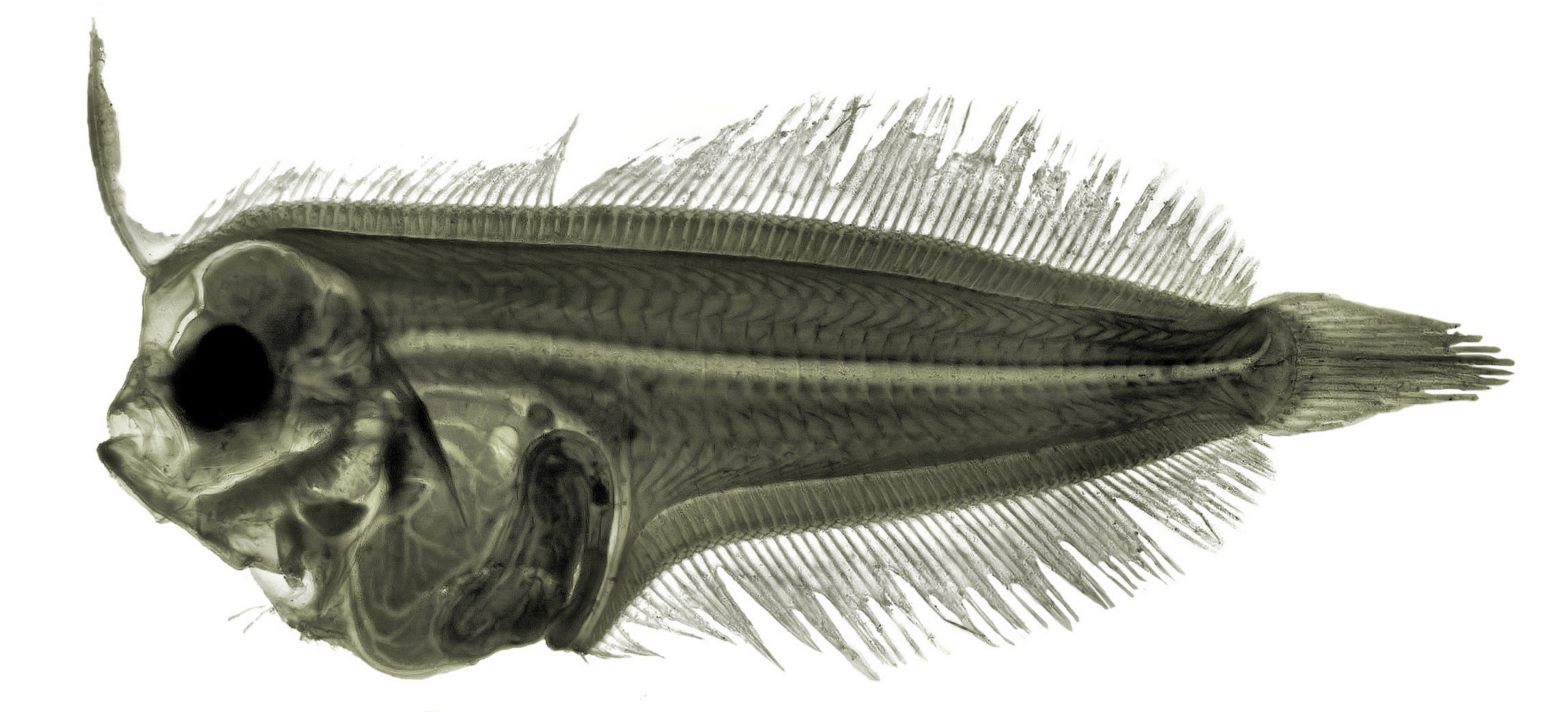
juvénile

Espèce
L'arnoglosse lanterne ou fausse limande (Arnoglossus laterna) est une espèce de poissons benthiques appartenant à la famille des Bothidae.

## Description
Comme les autres espèces de l'ordre des Pleuronectiformes, c'est un poisson plat. La longueur de son corps est de 12 à 20 cm. De couleur jaune pâle, ses écailles sont grandes, lâches et un peu hérissées.

## Répartition
On peut les trouver en Europe, en mer Méditerranée, sur la côte de l'océan Atlantique et de la mer du Nord jusqu'à la Norvège.